# Суйюаньское сражение
Суйюаньское сражение (кит. упр. 绥远战役, 18 октября — 14 декабря 1945) также известное как Гуйсуй-Баотоуское сражение (кит. упр. 归绥、包头战役) — одно из сражений 2-го этапа гражданской войны в Китае.

## Предыстория
Во время японо-китайской войны японским войскам в Северном Китае противостояли войска под командованием Фу Цзои, объединённые к концу войны в 12-й военный район. В 1940 году после битвы за Уюань линия фронта стабилизировалась и оставалась неизменной до конца войны: китайские войска удерживали Уюань, а японские — Баотоу. В августе 1945 года после капитуляции Японии китайские правительственные войска двинулись из Уюани на северо-восток, и к началу сентября заняли Баотоу, Гуйсуй, Цзинин и Фэнчжэнь.
Партизанские отряды китайских коммунистов действовали во время войны за линией фронта, координируя свои удары по японским коммуникациям с действиями правительственных войск на фронте; в северокитайском регионе силы китайских коммунистов были объединены в рамках структуры Шаньси-Чахар-Хэбэйского освобождённого района, с сентября 1945 года их главнокомандующим стал Не Жунчжэнь. 11 сентября ЦК КПК поставил перед его войсками задачу: разгромить силы Фу Цзои, освободить от гоминьдановцев провинцию Суйюань и овладеть Гуйсуем. В рамках этой директивы Не Жунчжэнь занялся реорганизацией и передислокацией войск, а 2 октября в Чжанцзякоу состоялось совещание актива, на котором была разработана стратегия. К операции было решено привлечь 9 бригад Шаньси-Чахар-Хэбэйского военного района и 5 бригад Шаньси-Суйюаньского военного района — всего 14 бригад общей численностью 53 тысячи человек. Шаньси-Чахар-Хэбэйские силы сводились в три колонны:
- Шаньси-Чахарская колонна под командованием Го Тяньмина в составе 6-й, 7-й, 9-й бригад и кавалерийской бригады
- Центрально-Шаньсийская колонна под командованием Ян Чэнъу в составе 11-й, 12-1 и 13-й бригад
- Хэбэй-Шаньсийская колонна под командованием Ван Пина в составе 3-й и 4-й бригад

Силы Шаньси-Суйюаньского военного района (командующий — Хэ Лун) состояли из 358-й бригады, 1-й, 2-й и 3-й отдельных бригад, а также кавалерийской бригады Суйюань-Монгольского военного района.
11 октября Центральный военный совет постановил, что выдвижение войск следует начать до 20 октября, чтобы в ноябре обрушиться на войска Ху Цзуннаня и Сунь Ляньчжуна.

## Ход событий
17 октября Шаньси-Суйюаньские силы Хэ Луна пересекли Великую стену и вступили в восточную часть провинции Суйюань. 18 октября в наступление перешли войска Не Жунчжэня. 21 октября Шаньси-Суйюаньские войска заняли Фэнчжэнь, оборонявший который свежесформированная гоминьдановская дивизия быстро бежала на север. После этого коммунисты заняли районы к северу от Датуна, нарушив связь между войсками Фу Цзои и Янь Сишаня.

### Чжоцзышаньское сражение
Фу Цзои начал быстро концентрировать силы западнее Чжоцзышань. 67-я и 26-я дивизия нового формирования заняли район от Фэнчжэня до гор Чжоцзышань, 32-я дивизия нового формирования заняла фронт от Саньдаоин до Фушэнчжуан, 5-я кавалерийская дивизия бывших марионеточных монгольских войск переместилась в сомоны к югу от Чжоцзышань, 102-я дивизия и 4-я кавалерийская дивизия нового формирования отступили в Гуйсуй.
24 октября Шаньси-Суйюаньские войска начали наступление на Чжоцзышань от Лянчэна, Синтана и Тяньчэна. 25 октября была разгромлена гоминьдановская 26-я дивизия нового формирования и взят в плен её командующий.
Одновременно с этим Шаньси-Чахар-Хэбэйские силы начали 22 октября наступление на Цзинин, и 24 октября взяли город. Оборонявшие Цзинин 35-й корпус и 101-я дивизия бежали на запад к Чжоцзышаню.

### Окружение Гуйсуя и Баотоу
26 октября Фу Цзои приказал 35-му корпусу, 3-му корпусу временного формирования и 4-й кавалерийской дивизии нового формирования (всего 24 тысячи человек) отступить в Гуйсуй и усилил Баотоускую группировку. Зона к востоку от Салаци была выделена в Гуйсуйский военный район, а к западу — в Баотоуский военный район. В Гуйсуе заняли оборону 6 дивизий, Баотоу обороняло до 12 тысяч человек.
Коммунисты окружили Гуйсуй и Баотоу, но встала проблема — как быть дальше. Если в полевых сражениях коммунистические войска довольно легко брали верх над гоминьдановцами, то опыта штурма укреплённых позиций у партизанских формирований не было, как не было и необходимого для этого тяжёлого вооружения. Гуйсуй же и Баотоу, помимо древних городских стен, имели и современные полевые укрепления, выстроенные в годы войны японцами и марионеточными монгольскими властями.
12 ноября коммунисты начали штурм Баотоу но, понеся тяжёлые потери, были вынуждены отступить.
2 декабря была предпринята новая попытка штурма Баотоу, но 4 декабря коммунистам опять пришлось отступить.
13 декабря Не Жунчжэнь отдал приказ о завершении Суйюаньского сражения. Шаньси-Суйюаньская группировка вернулась на северо-запад провинции Шаньси, Шаньси-Чахар-Хэбэйская группировка — в район Чжанцзякоу.

## Итоги и последствия
Хотя коммунистам и не удалось захватить намеченные населённые пункты, однако они смогли нанести противнику существенные потери в живой силе: войска Фу Цзои потеряли более 12 тысяч человек.